# فرودگاه وس بموئن
فرودگاه وس بموئن  (به انگلیسی: Voss Airport, Bømoen) (به زبان بومی: Voss flyplass, Bømoen) یک فرودگاه همگانی است که یک باند فرود آسفالت دارد و طول باند آن ۱۰۰۰ متر است. این فرودگاه در کشور نروژ قرار دارد و در ارتفاع ۹۱ متری از سطح دریا واقع شده است.